# Cantó de Villers-Cotterêts
El cantó de Villers-Cotterêts és un cantó francès del departament de l'Aisne, situat al districte de Soissons. Té 20 municipis i el cap és Villers-Cotterêts.

## Municipis
- Ancienville
- Corcy
- Coyolles
- Dampleux
- Faverolles
- Fleury
- Haramont
- Largny-sur-Automne
- Longpont
- Louâtre
- Montgobert
- Noroy-sur-Ourcq
- Oigny-en-Valois
- Puiseux-en-Retz
- Retheuil
- Soucy
- Taillefontaine
- Villers-Cotterêts
- Villers-Hélon
- Vivières

## Història
| Data d'elecció                           | Identitat         | Partit                    | Qualitat |
| ---------------------------------------- | ----------------- | ------------------------- | -------- |
| 1945-1958                                | Max Dussuchal     | SFIO                      |          |
| 1958-1976                                | Charles Baur      | SFIO, després MDSF        |          |
| 1976-19..                                | Pierre Brun       | PS                        |          |
| 19..-2001                                | Georges Bouaziz   | PS                        |          |
| 2001-                                    | Michel Laviolette | Divers droite, després PR |          |
| les dades anteriors no són pas conegudes |                   |                           |          |
|                                          |                   |                           |          |

## Demografia
| A partir de 1990: Població sense dobles comptes |